# Острів Байдукова
53°20′01″ пн. ш. 141°23′53″ сх. д. / 53.333611111111° пн. ш. 141.39805555556° сх. д.
Острів Байдукова (рос. остров Байдукова; колишня назва — Лангр) — острів Охотського моря розташований при вході в Амурську затоку на північ від мису Меньшикова (53°17′41.6″ пн. ш. 141°24′48.53″ сх. д. / 53.294889° пн. ш. 141.4134806° сх. д.) і відокремлений від нього протокою шириною близько 2,8 км. Територія Ніколаєвського району Хабаровського краю Російської Федерації. Названий у 1936 році на честь радянського льотчика Георгія Байдукова.
Острів низинний, складений із піску і гальки, є дюни. Поблизу південно-східного краю острова — село Байдуково.